# Ruta de Illinois 68
La Ruta de Illinois 68, y abreviada IL 68 (en inglés: Illinois Route 68) es una carretera estatal estadounidense ubicada en el estado de Illinois. La carretera inicia en el oeste desde la IL 72     en East Dundee hacia el este en la I 94  , US 41   en Glencoe. La carretera tiene una longitud de 41,4 km (25.74 mi).

## Mantenimiento
Al igual que las autopistas interestatales, y las rutas federales y el resto de carreteras estatales, la Ruta de Illinois 68 es administrada y mantenida por el Departamento de Transporte de Illinois por sus siglas en inglés IDOT.